# Anne-Marie Bigot
Pour les articles homonymes, voir Bigot.
Cet article possède un paronyme, voir Anne-Marie Bigot de Cornuel.
Anne-Marie Bigot (née à Tours le 21 janvier 1910 et morte à Parçay-Meslay (Indre-et-Loire) le 18 février 2002) est une Juste parmi les nations. La médaille lui est remise en 1993.

## Biographie
Anne-Marie Bigot est née Anne Marie Gallien à Tours le 21 janvier 1910, fille de Louis Gallien et de Marie Aimée Brissaud. Le 9 août 1938, elle épouse Aron Rozenbaum, un Juif polonais ; le couple donne naissance à deux filles, Monique et Annie.
Une partie de sa famille habite à Tours, dont sa belle-mère, Jenta Rozenbaum. En juillet 1942, à la suite des rafles visant les Juifs étrangers de Tours, une de ses belles-sœurs est déportée, et son mari vient vivre avec la famille Rozenbaum à Loches. Le couple a une fille de quatorze ans, Myriam, et des voisins du nom de Zygier. Ces voisins ont trois enfants : les parents et l'aînée sont déportés, laissant Annie, treize ans, et Jacob, huit ans, seuls dans l'appartement de Tours. Apprenant la déportation de sa belle-sœur, elle part chercher sa nièce à Tours et revient avec les trois enfants et un adolescent juif enfui de Paris, qui a demandé de l'aide à Myriam en voyant son étoile jaune.
Anne-Marie Rozenbaum traverse le Cher malgré les patrouilles allemandes, près de Bourré, avec sa belle-sœur Léa Markiewicz et sa fille Micheline, alors âgée de quatre ans. Après cette traversée, elle loge la mère et l'enfant jusqu'à la Libération, en plus des quatre enfants récupérés plus tôt.
Fin 1942, elle fait une nouvelle traversée de la rivière, à gué cette fois, avec sa belle-mère, Jenta Rozenbaum.
Aron meurt le 20 mai 1944. Sa veuve épouse en secondes noces André Maurice Bigot le 29 septembre 1952.
Anne-Marie Bigot meurt le 18 février 2002 à l'âge de 92 ans.

## Postérité
Le 22 décembre 1993, elle reçoit la médaille de Juste parmi les nations,.